# Umuarama
Umuarama est une ville brésilienne du nord-ouest l'État du Paraná.
Elle se situe à une latitude de 23° 45' 57" sud et par une longitude de 53° 19' 30" ouest à une altitude de 430 mètres. Sa population était de 117 095 habitants au recensement de 2022. La municipalité s'étend sur 1 233 km2.

## Personnalités liées
- Damares (1980), chanteuse brésilienne ;
- Haniel Langaro (1995), handballeur international brésilien ;
- Raissa Santana, miss Brésil 2016.